# Stora Harrie mosse
Stora Harrie mosse är ett naturreservat i Kävlinge kommun i Skåne län.
Stora Harrie mosse är en rest av ett tidigare stort rikkärrsområde som sträckte sig från Gryet i väster till Harrievägen i öster. Området har sannolikt tidigare brukats som slåttermark under en relativt lång tid och spår av denna hävd kan skönjas än idag. I "modern" tid har dock området dikats i flera omgångar varvid stora arealer så småningom omförts till åkermark. I de centrala delarna av det tidigare större området finns dock kvar värdefulla områden. Dessa hävdas idag framför allt genom bete.

## Flora och fauna
Markerna hyser en mycket värdefull vegetation, orkidén och ängsnycklar är tämligen vanlig och i de intressantaste delarna av området kan man hitta sällsyntheter som axag, sumpgentiana, och kärrknipprot.